# 四方堂亘
四方堂 亘（しほうどう わたる、1962年12月9日 - ）は、日本の俳優、歌手。福岡県大牟田市出身。

## 来歴・人物
大牟田市立勝立中学校、福岡県立三池高等学校卒業。文教大学教育学部中退。
1982年7月20日、東京・日本青年館にて行われた「第2回ミスターCBSソニー'82」グランプリ受賞。
翌1983年に『明石貫平35才』（日本テレビ）にて俳優デビュー。以降、数々のTVドラマ、映画、ビデオ作品に出演。
1985年にシングル『緑の林檎』（EPICソニー）で歌手デビュー。

## 出演

### テレビドラマ
- 明石貫平35才（1983年、日本テレビ） - 影山亘
- スクール☆ウォーズ（1985年、TBS） - 平山誠
- 私鉄沿線97分署（1985年 - 1986年、テレビ朝日・国際放映） - 田島修刑事
- おんな風林火山（1986年 - 1987年、TBS） - 神津左馬助
- ドラマ女の手記「新宿盛り場 看護婦日記」（1986年、テレビ東京）
- 江戸を斬るVII 第27話「復讐!姉弟蛇皮線」（1987年、TBS / C.A.L） - 矢田部敬一郎
- 土曜ワイド劇場/日曜ワイド（テレビ朝日）
  - 単身赴任 淋しい妻たちの殺人（1987年7月18日） - 梅野友夫
  - おとり捜査官・北見志穂1（1998年5月30日） - 夕張武史
  - 法医学教室の事件ファイル11（1999年6月26日） - 須貝邦男
  - 変装婦警の殺人事件簿1（2000年7月8日） - 東郷警部
  - タクシードライバーの推理日誌25（2005年10月28日）
  - 棟居刑事の捜査ファイル・ガラスの恋人（2005年1月29日） - 真辺隆志
  - 温泉若おかみの殺人推理18（2007年4月14日） - 須藤健一
  - 弁天祐美子法律事務所（2007年4月28日）
  - ショカツの女〜新宿西署・刑事課強行犯係（2008年5月17日）
  - 新聞記者・鶴巻吾郎　北陸金沢〜加賀温泉郷、“山中節”殺人事件!（2008年8月23日）
  - 温泉(秘)大作戦8（2009年12月5日、朝日放送）
  - おかしな刑事6（2010年4月3日）
  - 事件14（2010年10月23日） - 相田隆二
  - 京都南署鑑識ファイル6（2011年8月13日） - 西田圭吾
  - ヤメ検の女3（2012年7月21日） - 笠原医師
  - 逆転報道の女4（2014年11月22日） - 宇多川弘樹
  - 監察官・羽生宗一〜毒ハブと呼ばれる男!!4（2016年3月5日） - 塩崎貴一
- 大岡越前第10部（1988年、TBS） - 北風正吾
- 水戸黄門（TBS / C.A.L）
  - 第18部 第14話「泣き笑い助太刀志願・小浜」（1988年12月12日） - 春日井小太郎
  - 第28部 第31話「大嘘小嘘・問答無用・岩国」（2000年10月30日） - 筧金十郎
  - 第29部 第8話「友よ、立ちあがれ!・奈良」（2001年5月21日） - 村上源八郎
  - 第33部 第14話「命を賭けたお調子者・米子」（2004年7月26日） - 岩井半兵衛
  - 第35部第6話 - 9話（2005年） - 飛竜
  - 第39部 第17話「闇夜に消えた?女たち・防府」（2009年2月16日） - 片倉半蔵
- あぶない少年III（1988年 - 1989年、テレビ東京）
- 暴れん坊将軍（テレビ朝日・東映）
  - 暴れん坊将軍III 第78話「危うし!妖刀に正義ありや」（1989年） - 中根主馬
  - 暴れん坊将軍IX 第11話「しあわせにさせたい!仕立てられたお世継ぎ」（1999年） - 佐伯半十郎
  - 暴れん坊将軍X 第6話「大嘘つきの美女!愛を試した裏帳簿」（2000年） - 江沢
  - 暴れん坊将軍XI 第17話「危機一髪!お庭番の禁じられた恋」（2001年） - 闇の半蔵
  - 暴れん坊将軍XII 第4話「にわか殿様が仕掛けた罠!?」（2002年） - 梅宮左門
- 男と女のミステリー 女優 夏木みどりシリーズ2（1989年7月7日、フジテレビ） - 睦月公司
- 火曜スーパーワイド「花ふぶき女スリ三姉妹III」（1989年10月31日、朝日放送） - 秋元圭介
- 東海テレビ制作昼ドラマ
  - ラストダンス（1990年） - 種村恭介
  - 華の誓い（1991年） - 島村猛
  - 約束の夏（1992年） - 主演・野々村哲也
  - 愛と罪と（1995年） - 南部裕介
  - はるちゃん3（1999年） - 田代
  - 女優・杏子（2001年） - 牛場空
  - 緋の十字架 1話 - 9話（2005年10月3日 - 10月14日)　- 大河内将一
  - 夏の秘密（2009年） - 雉牟田
  - 明日の光をつかめ 第1話 - 第5話（2010年7月5日 - 9日） - 岡本刑事
  - モメる門には福きたる（2013年1月 - 3月） - 清水慎二
- 花と龍（1992年1月4日、TBS） - ヒットマン
- 愛という名のもとに 第10・12話（1992年3月12日・26日） - 榊幹夫
- 腕におぼえあり3（1993年 1月 - 3月、NHK） - 初村賛之丞
- ドラマ新銀河つばさ（1994年 2月 - 3月、NHK） - 高泉
- 世にも奇妙な物語（フジテレビ）
  - 「水を飲む男」（1992年） - 山岡洋介
  - 「君だけに愛を」（1994年）
- 金曜エンタテイメント（フジテレビ）
  - 世にも奇妙なミステリー1 駱駝市役所の人びと 夜の女子トイレ殺人事件（1995年2月10日） - 蒲田佐助
  - 津軽海峡ミステリー航路3（2004年2月13日） - 井出明
  - 山村美紗サスペンス 京都女優シリーズ7.新選組殺人事件（2004年7月16日） - 本多光次郎
- HOTEL（TBS / 近藤照男プロダクション）
  - 第4シリーズ 第9話「車椅子の幽霊!?」（1995年6月8日） - 石谷
  - 第5シリーズ 第4話「奇人変人ご到着」（1998年4月30日）- 片桐裕作
- 月曜ドラマスペシャル（TBS）
  - 交通刑務所・刑務官（1996年3月18日） - 熊谷秀道
  - 山村美紗サスペンス 検視官江夏冬子4「京都宵山殺人事件」（1999年）
- ラブの贈りもの（1996年、TBS） - 黒岩哲也
- 新・半七捕物帳 第17話「張子の虎」（1997年、NHK総合） - 吉助
- 勇気をだして（1998年7月20日 - 8月28日、TBS） - 川嶋敦
- 京極夏彦 「怪」第1話「七人みさき」（2000年1月3日、WOWOW） - 川久保弾正 / 北林弾正（二役）
- 女と愛とミステリー/水曜ミステリー9（テレビ東京）
  - 四つの終止符（2001年1月17日） - 田島刑事
  - 信濃のコロンボ事件ファイル8アリスの騎士 （2005年5月18日） - 寺山刑事
  - 神楽坂署生活安全課5（2008年10月8日放送） - 警視庁組織犯罪対策部係長 石黒裕一
  - 温泉女将ふたりの事件簿（2012年5月16日） - 鈴本健介
  - 森村誠一サスペンス 刑事の証明7（2014年4月9日） - 天龍大輔
  - 北海道警事件ファイル 警部補 五条聖子4（2015年7月15日） - 羽生田徹
- はみだし刑事情熱系 （テレビ朝日）
  - PART2 18話 （1998年2月18日） - 石川和也
  - PART6 最終話（2002年3月27日） - 岩下誠
- 子連れ狼（テレビ朝日）
  - 第二部10話（2003年10月6日） - 氷室源十郎
  - 第三部10話（2004年9月13日）
- 剣客商売 第5シリーズ 第1話「昨日の敵」（2004年、フジテレビ / 松竹） - 岡部清十郎
- 月曜ミステリー劇場/月曜ゴールデン（TBS）
  - 検察審査会（2005年11月21日） - 神山弘
  - ベビーシッターの危険な好奇心（2007年、TBS） - 南条正雄
  - 警部・柘植京介（2010年9月13日）
  - 上条麗子の事件推理9（2011年9月5日） - 藤原宗茂
  - 医師・円城寺修 杜の都の死刑囚 （2011年12月5日） - 高津守警部
  - 警視・深町征爾 狼は天使の匂い（2012年1月30日） - 海藤烈
  - 守護神・ボディーガード 進藤輝3（2014年6月9日） - 佐々木保
  - 新・示談交渉人 裏ファイル4（2014年12月8日） - 葛西佳彦
- 大河ドラマ （NHK）
  - 新選組! 第27・28回（2004年） - 宮部鼎蔵
  - 風林火山 第5・6・11・12回（2007年） - 青木大膳
- めだか（2004年10月、フジテレビ） - 松尾
- 京都地検の女 第2シリーズ 第4話（2005年2月3日） - 望月順平
- 八丁堀の七人 第6シリーズ 第8話「殺人を目撃した女!証言に潜む過去」（2005年3月7日、テレビ朝日） - 政吉
- 特命係長 只野仁3rdシーズン 第22話（2007年1月12日 、テレビ朝日） - 沢田
- 八州廻り桑山十兵衛〜捕物控ぶらり旅 第3話（2007年5月15日） - 辰次
- 刺客請負人（2007年7月20日 - 9月14日、テレビ東京） - だんびら重兵衛
- 科捜研の女（テレビ朝日）
  - 新・科捜研の女 SEASON 8（2008年4月17日） - 新谷正明
  - 科捜研の女 SEASON 15（2015年） - 磯貝徹
- 土曜ドラマ 監査法人 第1回（2008年6月14日、NHK総合） - 神崎サプライズマート社長
- 相棒7 第1話・第2話（2008年10月22日・29日、テレビ朝日・東映） - 兼高公一
- 主水之助七番勝負〜徳川風雲録外伝〜「芸者が惚れた死神」（2008年11月10日、テレビ東京） - 毘沙門一家の佐吉
- 必殺仕事人2009 第19話「玉の輿」（2009年6月5日、朝日放送） - 久蔵
- 仮面ライダーシリーズ
  - 仮面ライダーW 第25話・第26話（2010年3月7日・14日、テレビ朝日） - 堀之内慶應
  - 仮面ライダーウィザード 第10・11話（2012年11月11日・18日、テレビ朝日） - 片山義男
- フジテレビ開局50周年記念ドラマ・わが家の歴史 （2010年4月10日、フジテレビ） - 獅子丸の秘書
- 新春ワイド時代劇「忠臣蔵〜その義その愛」（2012年1月2日、テレビ東京） - 滝口庄太夫
- NHK正月時代劇・御鑓拝借〜酔いどれ小籐次留書〜（2013年1月1日、NHK） - 浦賀弁蔵
- 風の峠〜銀漢の賦〜 第3回（2015年1月29日、NHK） - 佐野信孝
- 美女と男子 第14回（2015年7月14日、NHK） - 大西
- 民王 最終話（2015年9月18日） - 師岡大助
- ドラマスペシャル 緊急取調室（2015年9月27日、テレビ朝日） - 平田良輔プロデューサー
- 新春時代劇「信長燃ゆ」（2016年1月2日、テレビ東京） - 斎藤利三
- 警視庁捜査一課9係 season11 第1話（2016年4月6日、テレビ朝日） - 三沢清志
- 子連れ信兵衛2 最終話（2016年12月23日、NHK BSプレミアム） - 猿渡房之介
- 警視庁・捜査一課長 season2 第4話（2017年5月11日、テレビ朝日） - 倉木正司
- 日曜ワイド 「おかしな刑事16」（2017年） - 杉本雅治
- 歴史迷宮からの脱出〜リアル脱出ゲーム×テレビ東京〜 第3話（2020年10月17日、テレビ東京・ドラマ25） - トーマス・エジソン
- マイファミリー（2022年4月10日 - 6月12日、TBS） - 警察署長

### 映画
- 一杯のかけそば（1992年） - 服部一哉
- NOBODY（1994年） - ロレックス
- 渡世無頼（1995年） - 円野多魚
- 復讐の帝王（1995年） - 華
- エコエコアザラクII -BIRTH OF THE WIZARD-（1996年） - 斉呀
- 弾丸ランナー（1996年） - 山下孝一郎
- 厄災仔寵2 悪魔たちの学園篇（1997年）- 服部誠
- ポストマン・ブルース（1997年） - 藤村光男
- 仁義13 地獄の墓標（1997年）
- 猫の息子（1997年） - 富士丸
- 私たちが好きだったこと（1997年） - 曜子の不倫相手
- まむしの兄弟 （1997年） - 前田五郎（美夏の新郎・仙崎組組頭）
- アンラッキー・モンキー（1998年） - 警察官
- 催眠（1999年） - 水井則宗（ネズミ）
- 新・麻雀放浪記2（1999年） - 主人公の友人
- 極道三国志3 血染めの九州死闘篇（1999年） - 新庄清志
- MONDAY（2000年） - 広田秀一
- 京極夏彦 「怪」「七人みさき」（2000年） - 川久保弾正/北林弾正
- ちんちろまい（2000年） - アジアンマフィアA
- ON AIR（2002年） - 黒崎静ディレクター
- マブイの旅（2002年） - 鮫島
- Hogi-Lala ホ・ギ・ラ・ラ（2002年）
- 明日をつくった男 田辺朔郎と琵琶湖疏水（2003年）[3]
- 新・日本の首領（2004年） - 朱 天文（チャイニーズマフィアの頭領）
  - 新・日本の首領2（2004年）
  - 新・日本の首領3（2004年）
- 銭道（2004年）
  - 銭道2 借金地獄抜け道指南（2004年）
  - 銭道3 なにわ金融指南（2004年）
- 草の乱 （2004年） - 大野福次郎
- ゴジラ FINAL WARS（2004年） - 国木田少将[2]
- トニー滝谷（2005年） - 絵画教室の先生
- ひだるか（2005年）[4] - 森嶋純一
- まだまだあぶない刑事（2005年）
- 渋谷物語（2005年） - 古賀秀夫
- 風のダドゥ（2006年） - 鎌田
- CASINO（2008年）
- ORANGE（2012年） - 主演・四方孝仁
- アウトレイジ ビヨンド（2012年10月6日） - 山王会組員
- リュウセイ（2013年） - 新谷敏弘
- 藁の楯（2013年） - 刑事
- キリマンジャロは遠く（2016年） - 喫茶店マスター・柳田
- アウトレイジ 最終章（2017年10月7日に） - 工場長（元・山王会組員）
- 聖域 組長の最も長い一日（2018年5月18日） - 大和組幹部
- かば（2021年7月24日、「かば」製作委員会） - バスの運転手[5]

### Vシネマ
- TOKYO BABYLON 1999（1993年） - 桜塚星史郎
- ジャックパチスロ 闇の帝王 シリーズ（1993年・1994年） - 清原明広
  - ジャックパチスロ 闇の帝王（1993年）
  - ジャックパチスロ 闇の帝王3（1994年）
  - ジャックパチスロ 闇の帝王4（1994年）
- 背徳の女神（ビーナス）シリーズ2 ダメージ（1996年） - 八木直人
- BE-BOP-HIGHSCHOOL 高校与太郎子連れ狼篇（1997年）
- Another XX 狂愛（ファナティック・ラブ）（1997年） - 吉井賢一
- 女彫師アザミ（1998年）
- 新・麻雀放浪記（1999年）
- ウルトラマンネオス 第10話「決断せよ! SX救出作戦」（2000年） - カタギリ次官
- 龍王 獣たちの掟（2002年） - 川瀬
- 実録・竹中正久の生涯 荒らぶる獅子 外伝（2004年） - ヒットマン
- 無比人（2005年）[6]
- 修羅場の侠(おとこ)たち 伝説の愚連隊・盟朋会（2005年）[7]
- 実録・国粋 竜侠（2007年） - 前川一家六代目・萩原峯五郎
- 平成清水一家（2007年）全2作 - 長田組組員・大政
- 関西極道 流血の抗争史 侠客の刃編（2008年） - 福敏組組員・牧本治一
- 実録・暴走族 最後のギャング 関東連合ブラックエンペラー五代目（2008年） - イコマ（教諭）
- 新・首領への道（2008年） - 新興睦会若頭・関口
- 稲穂の無頼（2009年）全2作 - 尾道 侠剛会幹部・泉田彰文
- ガチバンIV 最狂戦争（2009年）
- 影の交渉人 ナニワ人情列伝 - ホームレス支援NPO所長（権堂組若頭）
- 極道の紋章 外伝2（2014年） - 川谷組津浪組若頭・五十嵐直人
- 首領(ドン)（2020年） - 秀熊登志夫（小伝馬一家若頭小松原勝吾の舎弟）
- 日本極道戦争11・12（2021年） - 福岡県警刑事・沢田淳
- 極道の紋章レジェンド4（2021年） - 大阪 中条組組長 中条大樹
- 日本統一（2021年 - ） - 岸本卓也
  - 日本統一47・48（2021年） - 金融業（侠和会川谷雄一の元舎弟）
  - 日本統一49・50・51・52（2022年） - 三代目侠和会・若衆
  - 日本統一56（2023年） - 三代目侠和会・若衆

### 舞台
- 明治座5月薫風公演『大岡越前』（1989年）

### 配信ドラマ
- CONNECT 覇者への道（2025年） - 福龍会副理事 博多連合会長 井畑虎之介[8]

### バラエティ
- いつでも笑みを!（関西テレビ・フジテレビ系全国ネット）
- やりすぎコージー（テレビ東京、2009年）

### 音楽番組
- ミュージックステーション（テレビ朝日）
- ヤングスタジオ101（1986年8月3日、NHK）[9]

### 紀行番組
- 遠くへ行きたい（日本テレビ系）
- いい旅・夢気分（テレビ東京）

### CM
- IBC岩手放送
- キユーピー キユーピーハーフ ※ナレーション
- キヤノン ピクセルメディオ ※ナレーション
- サントリーホワイトホース
- スタッフサービス サル編 泣かぬなら編（2004年） ※織田信長
- 三菱自動車工業 デリカD:5（2007年）
- バンダイ ガンダム00（2008年） ※ハイコンプロのナレーション
- バンダイ ガンダム00（2008年） ※ガンプラ一家CM及びショートドラマ

## EP
- 緑の林檎（1985年 EPIC SONY）
- 西風の中で（1985年 EPIC SONY）
- あんたを越えて（1986年5月21日 EPIC SONY）